# 路口镇 (崇阳县)
路口镇，是中华人民共和国湖北省咸寧市崇阳县下辖的一个乡镇级行政单位。

## 行政区划
路口镇下辖以下地区：
路口社区、桥边村、田心村、沙墩村、田铺村、下岩村、团山村、高耀村、绿化村、长青村、柳林村、梅花村、金沙坪村、泉口村、洋港村、厢所村、白羊村、周家村、高田村、棠棣村、雨山村和板坑村。